# سوءاستفاده جنسی از کودکان
سوء استفادهٔ جنسی از کودکان گونه‌ای کودک‌آزاری است که شخصی بزرگسال یا نوجوانی بزرگ‌تر از یک کودک برای تحریک جنسی استفاده می‌کند. گسترهٔ سوء استفاده جنسی از کودکان شامل این موارد است: درخواست از کودک برای شرکت در رابطه جنسی (صرف‌نظر از نتیجهٔ آن)، بدن نمایی برای کودکان با هدف تحریک جنسی خود فرد، کودک یا ترساندن کودک، برقراری آمیزش جنسی فیزیکی با کودک، یا استفاده از کودک برای پورنوگرافی کودکان.
سوء استفاده جنسی از کودکان ممکن است در انواع محیط‌ها اتفاق بیفتد، از جمله خانه، مدرسه یا محل کار (در جاهایی که کودکان به عنوان نیروی کار کار می‌کنند). ازدواج کودکان یکی از اصلی‌ترین اشکال سوء استفاده جنسی از کودکان است؛ یونیسف اعلام کرده که کودک‌همسری یکی از شایع‌ترین شیوه‌های سوء استفاده جنسی و استثمار از دختران به‌شمار می‌رود. سوء استفاده جنسی از کودکان موجب آسیب‌هایی در کودک می‌شود مانند افسردگی، اختلال تنش‌زای پس از رویداد، اضطراب، ایجاد استعداد قربانی شدن‌های آتی در بزرگسالی، جراحت‌های فیزیکی و غیره. سوء استفاده جنسی توسط یکی از اعضای خانوادهٔ کودک، زنای با محارم به‌شمار می‌آید و موجب آسیب‌های شدیدتر و پایدارتر در کودک و ترومای روانی می‌شود به ویژه در مورد سواستفادهٔ پدر و مادر.
از نظر آماری، بیشتر سوء استفاده‌کنندگان از پیش با کودکِ قربانی آشنا هستند. مانند برادر، پدر، عمو، دایی، پسرعمو و دیگر خویشاوندان. دیگر موارد شامل «دوستان» خانوادگی، همسایگان، نگهدار بچه و … است. همچنین بیشتر سوء استفاده‌کنندگان مرد هستند.
آمار جهانی آزار جنسی کودکان ۱۹٫۷ درصد برای زنان و ۷٫۹ درصد برای مردان برآورد شده‌است. اکثر مجرمان آزار جنسی با قربانیان خود آشنا هستند. تقریباً ۳۰ درصد از آنها از بستگان کودک، اغلب برادر، پدر، عمو یا عموزاده هستند؛ حدود ۶۰ درصد دیگر آشنایان، مانند «دوستان» خانواده، پرستار بچه یا همسایه‌ها هستند. در حدود ۱۰ درصد از موارد سوء استفاده جنسی از کودکان، افراد غریبه مجرم هستند. بیشتر آزار جنسی کودکان توسط مردان انجام می‌شود. مطالعات بر روی کودک آزاران زن نشان می‌دهد که زنان ۱۴ تا ۴۰ درصد از جرایم گزارش شده علیه پسران و ۶ درصد از جرایم گزارش شده علیه دختران را مرتکب می‌شوند.[
کلمهٔ پدوفیل به‌طور رایج به هر کسی گفته می‌شود که به کودکان به صورت جنسی آسیب می‌زند، اما مجرمان جنسی کودکان پدوفیل نیستند، مگر اینکه علاقه جنسی شدیدی به کودکان نابالغ داشته باشند. زیرا بر اساس قوانین، سوءاستفاده جنسی از کودک به عنوان یک اصطلاح کلی برای بیان جرائم کیفری و حقوقی استفاده می‌شود که یک بزرگسال در فعالیت جنسی با یک کودک شرکت می‌کند یا از کودک به منظور رضایت جنسی بهره‌برداری می‌کند.انجمن روان‌شناسی آمریکا اعلام می‌کند که «کودکان نمی‌توانند به فعالیت جنسی با بزرگسالان رضایت دهند» و هر گونه اقدامی از سوی بزرگسال به این جهت محکوم می‌شود: «بزرگسالی که با کودکی درگیر فعالیت جنسی می‌شود، عملی جنایی و غیراخلاقی انجام می‌دهد که هرگز نمی‌تواند به عنوان یک رفتار طبیعی یا قابل قبول اجتماعی در نظر گرفته شود.»
حدود ۷۹ درصد آدرس‌های اینترنتی مربوط به فایل‌های سوء استفاده جنسی از کودکان در اروپا قرار دارند و اکثریت آن‌ها در هلند مستقر هستند.

## اثرات سوءاستفاده جنسی از کودکان

### روان‌شناسی
سوء استفاده جنسی از کودک می‌تواند منجر به آسیب‌های کوتاه مدت یا طولانی مدت، از جمله بیماری روانی، در مراحل بعدی زندگی شود. نشانه‌ها و اثرات آن عبارتند از افسردگی، اضطراب، اختلالات خوردن، عزت نفس پایین، تبدیل درد و ناراحتی‌های روانی به علائم جسمی، اختلالات خواب، اختلال هویت تجزیه ای، و اختلالات اضطرابی از جمله اختلال استرس پس از سانحه می‌باشد. در حالی که کودکان ممکن است رفتارهای واپسگرایانه ای مانند مکیدن شست یا خیس کردن رختخواب از خود نشان دهند، قوی‌ترین شاخص سوء استفاده جنسی، علاقه و رفتار جنسی غیرقابل قبول و دانش جنسی نامناسب است. قربانیان ممکن است از مدرسه و فعالیت‌های اجتماعی کناره‌گیری کنند و مشکلات یادگیری و رفتاری مختلفی از جمله خشونت علیه حیوانات، اختلال کم‌توجهی و بیش فعالی (ADHD)، اختلال رفتاری و اختلال نافرمانی مقابله ای (ODD) را تجربه کنند. همچنین حاملگی در نوجوانی و ظهور رفتار جنسی پرخطر در بزرگسالان جوان را درپی خواهد داشت. قربانیان سوء استفاده جنسی از کودکان تقریباً چهار برابر بیشتر خودآزاری را گزارش می‌دهند. آزار جنسی در بین نوجوانان منجر به افزایش مشکلات روانی، عزلت اجتماعی و کاهش عملکرد تحصیلی می‌شود.

## درمان
رویکرد اولیه برای درمان فردی که قربانی سوءاستفاده جنسی شده است، به چندین عامل مهم بستگی دارد:
- سن در زمان مراجعه
- شرایط مراجعه برای درمان
- وجود بیماری‌های همراه

هدف از درمان نه تنها رسیدگی به مشکلات فعلی سلامت روان و علائم مرتبط با تروما است، بلکه پیشگیری از مشکلات آینده نیز مدنظر قرار دارد.